# Hippolyte inermis
Hippolyte inermis is een garnalensoort uit de familie van de Hippolytidae. De wetenschappelijke naam van de soort is voor het eerst geldig gepubliceerd in 1816 door Leach.